# Tteokgalbi

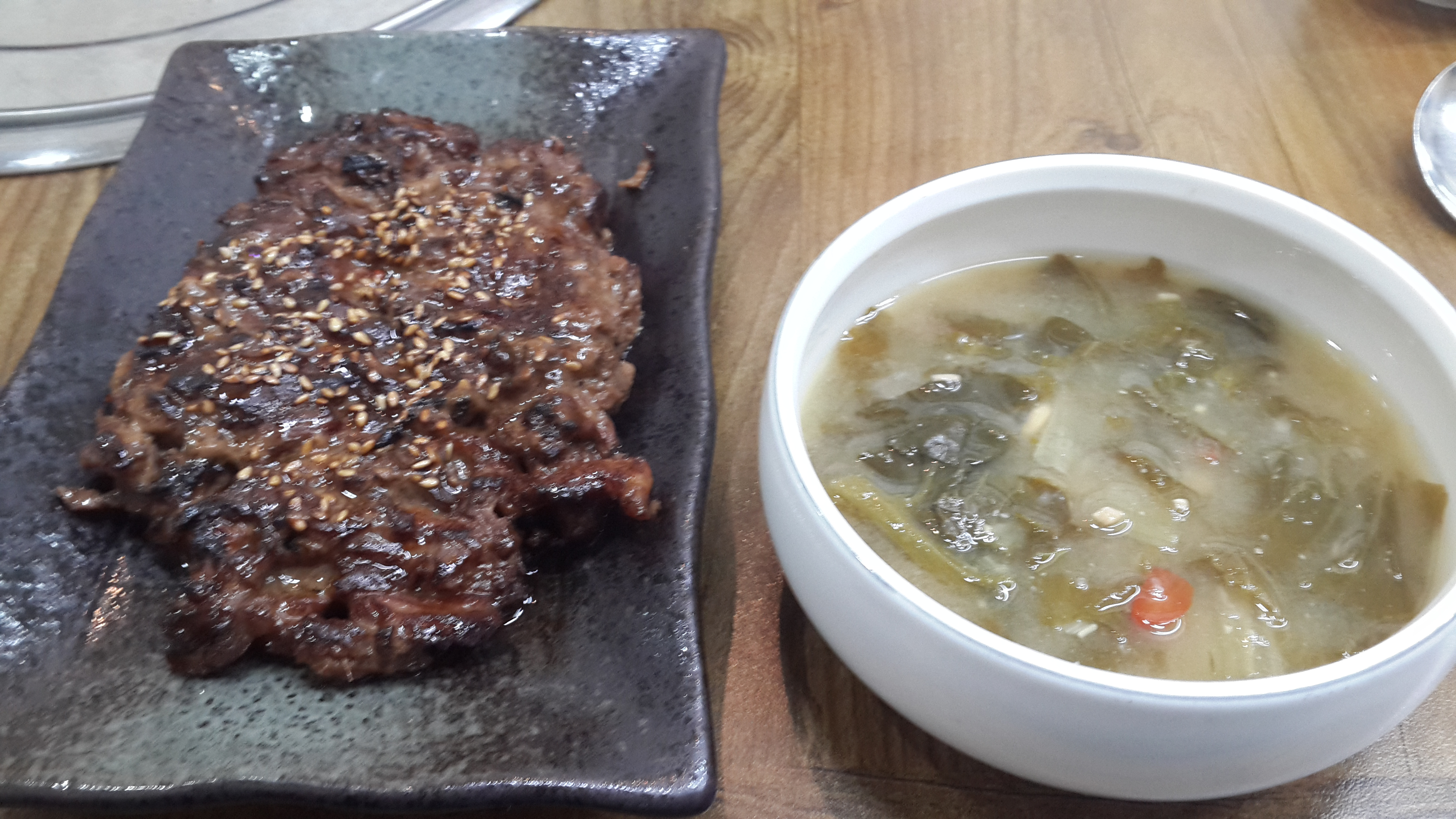
Tteokgalbi hecho de galbi. (Mokpo, Jeolla del Sur, Corea del Sur)

El tteokgalbi es un tipo de receta coreana hecho de galbi, o costilla corta. Se cree que procede de la provincia de Jeolla del Sur o Songjong-li (Gwangju, Corea del Sur). Actualmente puede encontrarse en toda Corea del Sur. Se hace dando forma rectangular a una mezcla de ternera y cerdo, que se asa a la parrilla sobre carbón. La razón para mezclar ambas carnes es que la ternera sola resulta seca, añadiendo grasa el seco. Los huesos de costilla sobrantes se cuecen a veces para hacer caldo.